# بیلتش (ناحیه برنو-تسوونتری)
بیلتش (به چکی: Běleč) یک منطقهٔ مسکونی در جمهوری چک است که در ناحیه برنو-تسوونتری واقع شده‌است. بیلتش ۴٫۰۳ کیلومتر مربع مساحت و ۱۸۶ نفر جمعیت دارد و ۴۰۶ متر بالاتر از سطح دریا واقع شده‌است.